# 1992 au Liban
Chronologie du Liban
- 1988
- 1989
- 1990
- 1991
- 1992
- 1993
- 1994
- 1995
- 1996

Cet article présente les faits marquants de l'année 1992 au Liban ou concernant ce pays.

## Évènements
- Liban : l’État cherche à démanteler les cultures de drogues. L’économie est au plus bas. La monnaie nationale continue de perdre de sa valeur tandis que la reconstruction immobilière reste à faire. En mai, la livre libanaise s’effondre (un dollar pour 2 000 livres).

- 16 février : Abbas Moussaoui, secrétaire général du Hezbollah (en), lors d'une frappe aérienne israélienne contre son véhicule au sud du Liban, dans le cadre du conflit du Sud-Liban (1985-2000). Israël donne à cette opération le nom de code Opération nocturne (hébreu : מבצע שעת לילה)[1].
- 13 mai (Liban) : le gouvernement Omar Karamé démissionne à la suite de manifestations déclenchées par la crise monétaire.

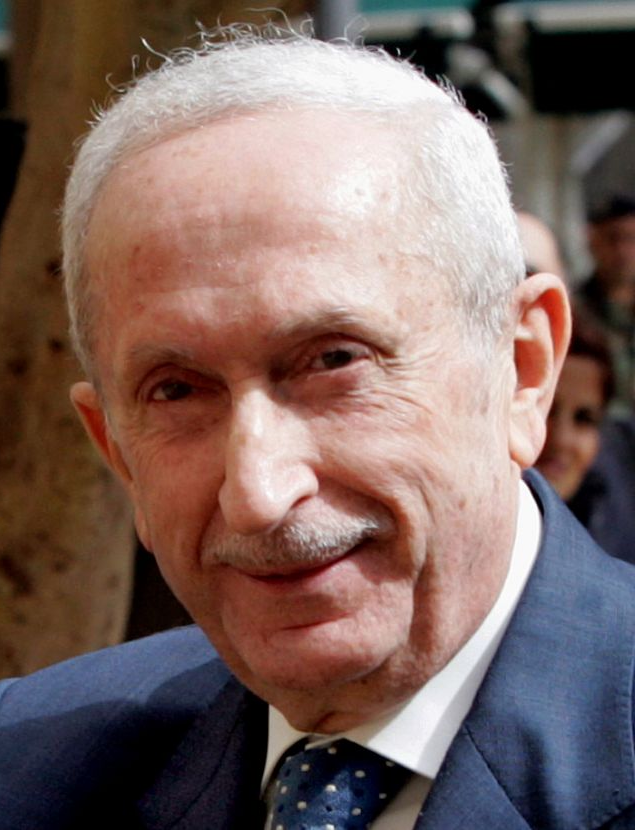
Omar Karamé.

- 16 mai : Rashid al-Suhl est nommé Premier ministre du Liban.
- 25 juillet (Liban du Sud) : l’aviation israélienne réplique aux attaques chiites (13 israéliens morts depuis le début de l’année) en bombardant de nombreux sites, y compris civils. Le Hezbollah réplique en bombardant la Galilée. Rabin lance alors l’opération « règlement de comptes » qui entraîne la fuite vers le nord du Liban de 300 000 personnes. Le 31 juillet, à la suite d'une intervention américaine, un cessez-le-feu est obtenu.
- 6 septembre : Rashid al-Suhl organise les premières élections législatives au Liban depuis 1972. Elles sont boycottées dans les secteurs chrétiens, mais le Hezbollah et Amal entrent au Parlement.
- 12 novembre : le gouvernement Rafiq Hariri est investi au Liban.
- 17 décembre : le gouvernement Rabin déporte hors des territoires occupés plus de 400 Palestiniens accusés d’être des activistes islamistes[2]. Ils sont envoyés au Liban, qui refuse de les accueillir et se retrouvent dans un no man’s land entre les zones des deux armées. L’action israélienne est condamnée par le Conseil de sécurité.

## Sport
- Le Liban participe aux Jeux olympiques d'hiver de 1992 à Albertville.
- Championnat du Liban de football 1991-1992 : c'est le club d'Al Ansar, tenant du titre depuis 1988, qui remporte à nouveau le championnat cette saison, après avoir battu Al Tadamon Beyrouth en finale nationale. C'est le quatrième titre de champion du Liban de l'histoire du club, qui réalise même le doublé en s'imposant en finale de la Coupe du Liban face à Harakat Al Shabab.